# Уумманнак
Уумманнак (гренл. Uummannaq букв. «у формі тюленячого серця») — місто на півночі Західної Гренландії в складі муніципалітету Каасуїтсуп.
До 2009 року місто було центром однойменного муніципалітету. Комуна межувала на півночі з Упернавіком, на півдні з Ілуліссатом, на сході, на льодовиковому щиті — з Іттоккортоорміїтом. Населення комуни в січні 2008 року становило 2412 чоловік, з них 1296 жило в місті.

## Географія

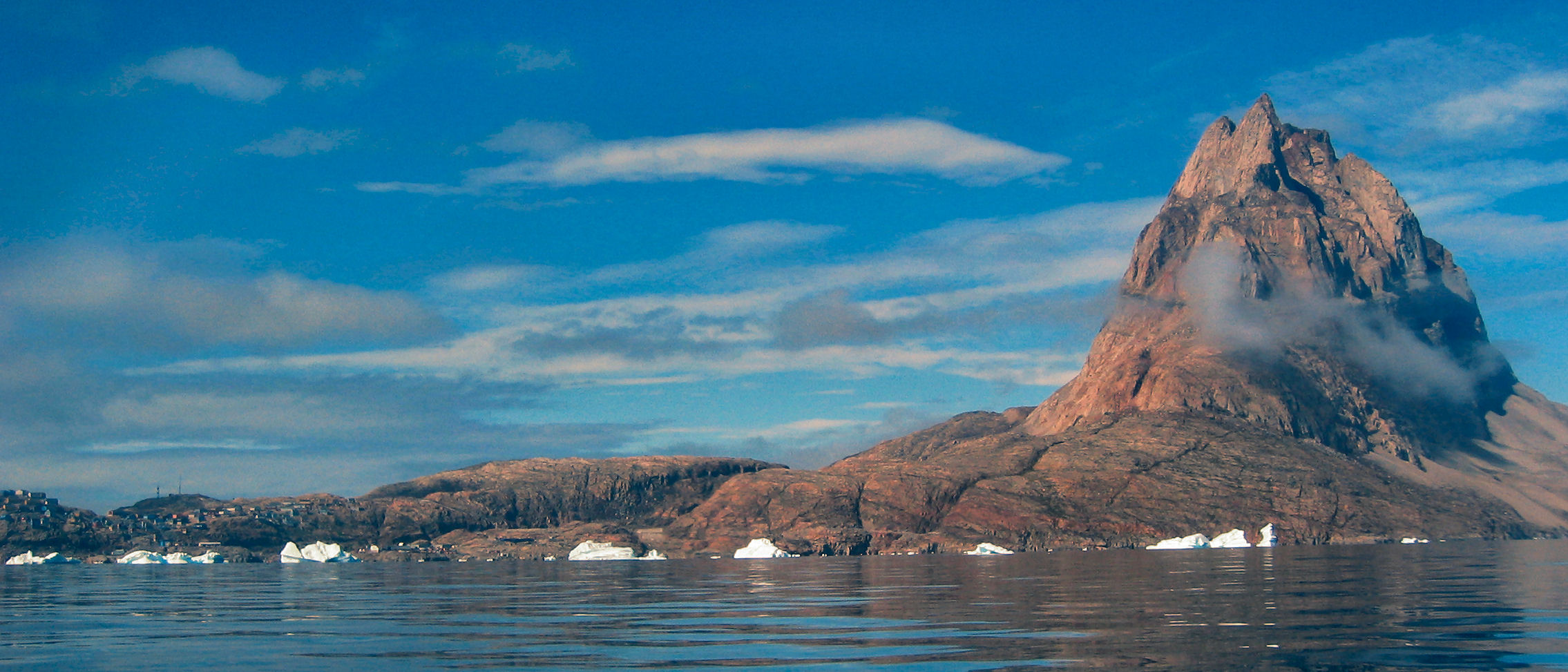
гора Уумманнак

На острові Уумманнак, крім самого міста, розташована також гора Ууманнак, висотою 1170 м. Схили її досить круті й сходження на неї вимагає серйозних навичок. Гора має серцеподібну форму, по якій і названа (як і саме місто). Фіорд Уумманнак — загальна назва для фіордів на півночі від мису Ніагорнат на півострові Нууссуак.
Саме місто розташоване на острові (12 км²), на північ від острова Діско, за 590 км на північ від Полярного кола, на 70 градусі північної широти. Це найбільш північний термінал гренландських поромів.

### Клімат
Місто знаходиться у зоні, котра характеризується кліматом полярних пустель. Найтепліший місяць — липень із середньою температурою 2.1 °C (35.8 °F). Найхолодніший місяць — березень, із середньою температурою -22.6 °С (-8.7 °F).
| Клімат Уумманнака       | Клімат Уумманнака | Клімат Уумманнака | Клімат Уумманнака | Клімат Уумманнака | Клімат Уумманнака | Клімат Уумманнака | Клімат Уумманнака | Клімат Уумманнака | Клімат Уумманнака | Клімат Уумманнака | Клімат Уумманнака | Клімат Уумманнака | Клімат Уумманнака |
| Показник                | Січ.              | Лют.              | Бер.              | Квіт.             | Трав.             | Черв.             | Лип.              | Серп.             | Вер.              | Жовт.             | Лист.             | Груд.             | Рік               |
| Середній максимум, °C   | −12,8             | −14,2             | −15               | −8,9              | −1,4              | 3,7               | 7,2               | 6                 | 1,6               | −4,1              | −7,6              | −10,8             | −4,7              |
| Середня температура, °C | −19,8             | −21,7             | −22,6             | −15,6             | −6,4              | −1,1              | 2,1               | 0,9               | −3,9              | −9,8              | −14               | −17,4             | −10,8             |
| Середній мінімум, °C    | −20,9             | −22,6             | −23,7             | −16,7             | −7,2              | −2,1              | 1,3               | 0,2               | −4                | −9,2              | −14,2             | −17,5             | −11,4             |
| Норма опадів, мм        | 28.7              | 26.9              | 29.4              | 25.9              | 24.3              | 30.4              | 37                | 36.2              | 42.7              | 35.6              | 43.9              | 37.5              | 398.5             |
| Днів з опадами          | 10,6              | 9,8               | 11,1              | 10,2              | 8,2               | 8,5               | 9                 | 9,6               | 11,5              | 11,3              | 13,9              | 12,1              | 125,8             |
| Вологість повітря, %    | 75.3              | 75.5              | 75.9              | 74.5              | 76.6              | 81.1              | 80.7              | 78.4              | 76.9              | 74.2              | 73.1              | 74.9              | 76.4              |
| ----------------------- | ----------------- | ----------------- | ----------------- | ----------------- | ----------------- | ----------------- | ----------------- | ----------------- | ----------------- | ----------------- | ----------------- | ----------------- | ----------------- |
| Джерело: Weatherbase    |                   |                   |                   |                   |                   |                   |                   |                   |                   |                   |                   |                   |                   |

## Історія
Місто було засновано данцями в 1763 році на нинішнім місці тодішнім керуючим колонії Брууном. З 1778 року в районі Каарсут відбувається видобуток вугілля, у Маарморіліке 1933—1971 р. добувався мармур, а до 1990 р. також свинець і цинк. Завод з виробництва консервів з палтуса доповнює полювання й рибний лов у списку джерел зайнятості населення. В 1935 р. архітектор Хельгі Бойзен-Міллер побудував церкву із граніту, хоча більшість будинків побудовано за традиційною технологією з торфу. Air Greenland здійснює вертолітні рейси в Уумманнак. Повітряне сполучення можливо лише з Каарсутом, тому що сам Уумманнак занадто малий, щоб мати більшу ВПП.
У свій час околиці Уумманнака були ареною зйомок фільму «SOS Айсберг» Арнольда Франка, за участю Ліні Ріфеншталь, Сеппа Ріста, Ернста Удета й Гібсона Гоуланда. Паралельно знімався фільм «Північний полюс - Ахой» Ендрю Мортона, що вважався пародією на «SOS Айсберг».
Серед данських та гренландських дітей також поширена думка, що на заході острова, у затоці Спраглебютен, перебуває хатина Санта-Клауса. Там був побудований торф'яний будиночок Санти для данської телевізійної програми, що закріпило це подання в дитячій уяві. На північному узбережжі півострова Нууссуак знайдене покинуте поселення Кілакітсок, з муміями 8 людей з XV століття.
З цього міста походить ґренландський рок-гурт Taaq.